# أمبير باريت
أمبير باريت (بالإنجليزية: Amber Barrett) (16 يناير 1996 - ) هي لاعبة كرة قدم أيرلندية في مركز الهجوم.

## وصلات خارجية
- أمبير باريت على موقع الاتحاد الأوربي (الإنجليزية)
- أمبير باريت على موقع قاعدة بيانات كرة القدم.إي يو (الإنجليزية)
- أمبير باريت على موقع Soccerway.com (الإنجليزية)
- أمبير باريت على موقع عالم كرة القدم.نت (الإنجليزية)